# هنغروان
هنغروان هي قرية في مقاطعة أرومية، إيران. يقدر عدد سكانها بـ 294 نسمة بحسب إحصاء 2016.